# 切斯特菲爾德鎮區 (新澤西州)
切斯特菲爾德鎮區（英語：Chesterfield Township）是位於美國新澤西州伯靈頓縣的一個鎮區。

## 地方資料
切斯特菲爾德鎮區的面積為55.57平方千米，當中陸地面積為55.20平方千米，而水域面積為0.37平方千米。根據2020年美國人口普查的數據，當地共有人口9422人，而人口密度為每平方千米169.55人。